# Strada statale 193 di Augusta
La strada statale 193 di Augusta (SS 193) è una strada statale italiana che collega la strada statale 114 Orientale Sicula con la città di Augusta.

## Descrizione
Si presenta come una strada a carreggiate separate con due corsie per senso di marcia e costituisce uno degli assi a servizio del polo petrolchimico siracusano. Il tracciato originario (Innesto con la Strada statale 114 Orientale Sicula presso Melilli - Augusta) era completamente diverso dall'attuale e correva a sud di esso. La ex strada statale è stata declassata a strada provinciale.

### Tabella percorso
| di Augusta |                                     |      |           |
| Tipo       | Indicazione                         | ↓km↓ | Provincia |
|            | Asse di penetrazione di Villasmundo | 0,0  | SR        |
|            | Orientale Sicula                    | 0,4  | SR        |
|            | Polo petrolchimico siracusano       | 1,3  | SR        |
|            | Porto commerciale di Augusta        | 2,8  | SR        |
|            | Augusta per Villasmundo             | 5,25 | SR        |